# El Palmar (barri de València)
El Palmar és un barri i pedania de la ciutat de València pertanyent al districte dels Pobles del Sud. Tenia 750 habitants censats l'any 2024 segons l'ajuntament de València, que classifica el barri amb el codi 19.5.

## Geografia

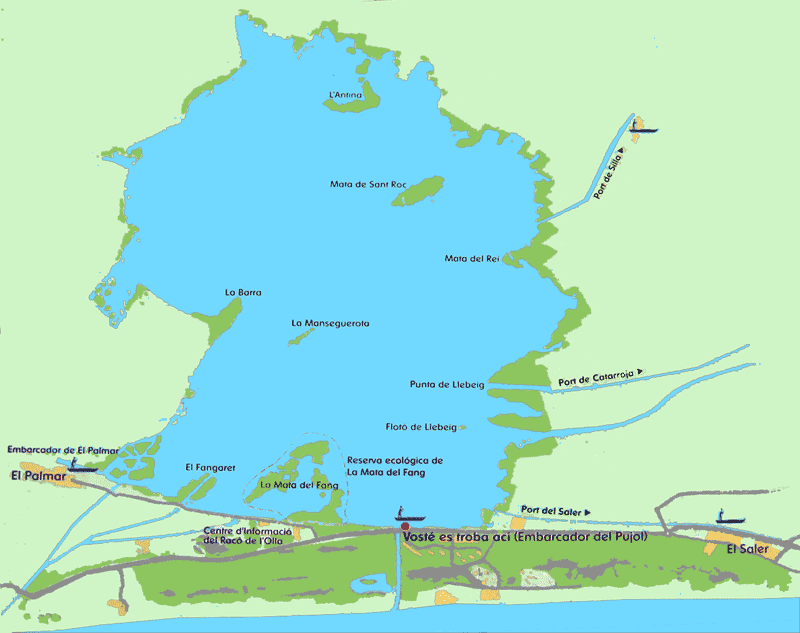
Plànol del barri del Palmar

El barri del Palmar, el segon més meridional de València (a 18 km del centre de la ciutat), està situat a la part sud del districte dels Pobles del Sud. Està situat al sud de l'Albufera, en una antiga illa delimitada per la Sequiota, la séquia de Junsa al nord-est, el mateix llac i la séquia vella de la Reina per l'oest, i la vella del Palmar pel sud. El terme del barri del Palmar limita al nord amb els municipis de Silla, Albal, Catarroja, Massanassa i Alfafar, tots de la comarca de l'Horta Sud; a l'est amb els barris del Saler i del Perellonet, del mateix districte; al sud amb els municipis de Sueca i Sollana, ambdós de la comarca de la Ribera Baixa; i a l'oest amb el municipi de Silla. Tot el barri del Palmar forma part del Parc Natural de l'Albufera de València.
El nucli originari del Palmar es troba al voltant de la plaça de la Sequiota, centre neuràlgic, amb l'església, al voltant del qual es construïren les primeres barraques, anomenades barraques amb culata o de cul de mona, perquè tenien (i encara tenen algunes barraques que s'hi conserven) la part de darrere arrodonida per a trencar els intensos i freqüents vents que bufen a l'illa. A partir de la plaça s'estenen dos eixos paral·lels en direcció nord-sud, els quals estructuren una retícula, creuats per altres carrers perpendiculars, formant el característic plànol allargat del poble.

### Nomenclàtor
- C/ Albufera
- C/ Arquebisbe Aliaga
- C/ Barquers Nelo i Blaio
- C/ Calp
- C/ Caudete
- C/ Cirat
- C/ Dones pescadores
- C/ Francisco Monleón
- C/ Jesuset de l'Hort
- C/ Monòver
- C/ Novelda
- C/ Pintor Martí Girbés
- C/ Redolins
- C/ Rey de Artieda
- C/ Santíssim Crist de la Salut
- Pl. Sequiota
- C/ Trilladora del Tocaio
- C/ Vescomte de Valdesoto
- C/ Vicente Baldoví
- C/ Vila Joiosa

### Monuments i llocs destacables

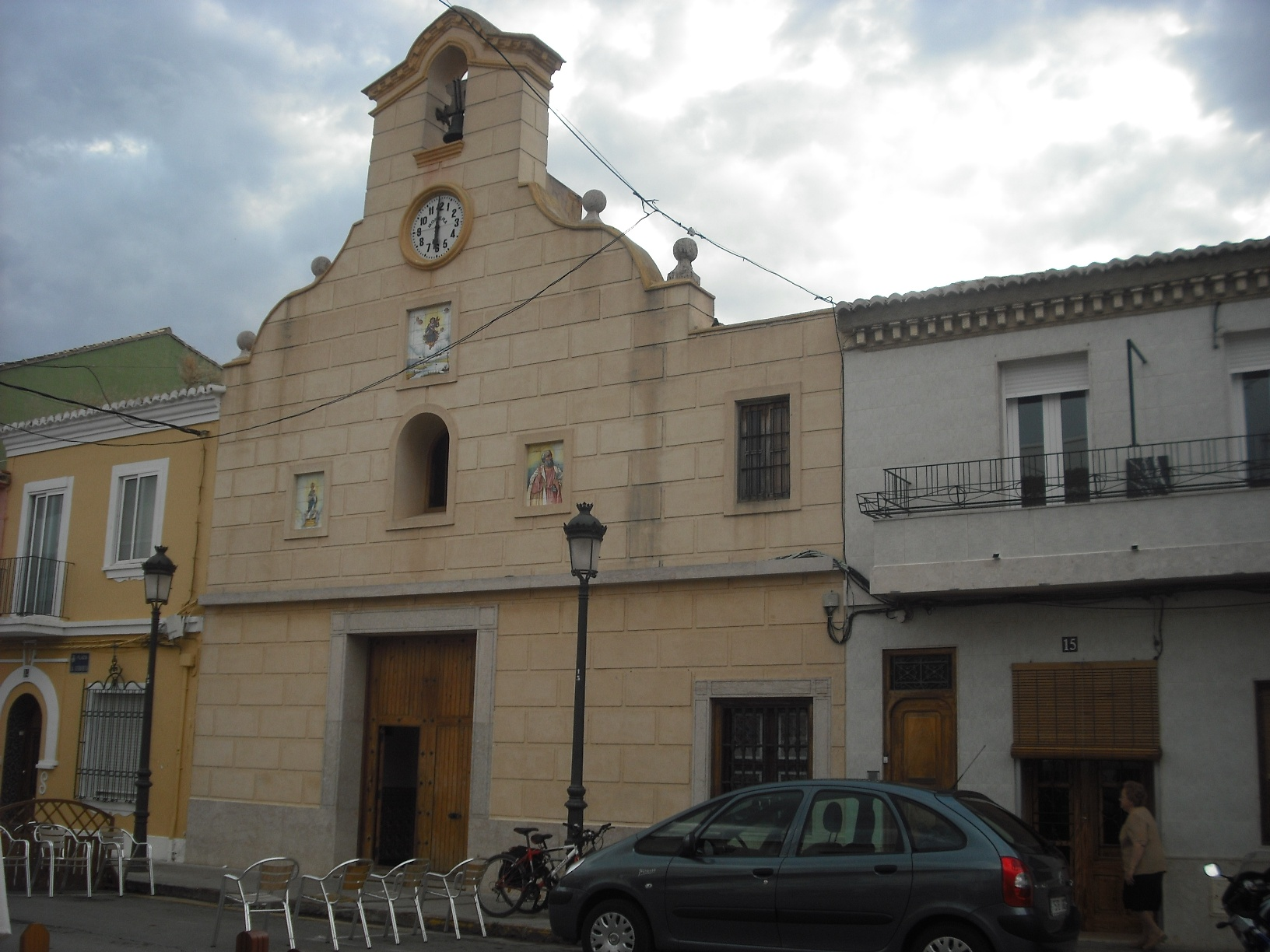
Església del Jesuset de l'Hort

- Església del Jesuset de l'Hort: fundada el 1895 segons la placa que hi figura al temple, però es creu que ja existia a finals del segle xix. Va dependre de la parròquia de Pinedo fins a 1942, quan es va constituir en parròquia pròpia.[4][5] L'edifici consta d'una sola nau, amb el sostre voltat. La façana, sense decoració, és simètrica amb un únic buit sobre l'accés, i es remata amb una espadanya.[6] Sobre esta s'alça una espadanya en què se situa la campana.[3]
- Llar del Pescador: edifici construït cap al 1980, s'alça en la plaça de la Sequiota.
- Embarcador: és un edifici aïllat, d'una sola alçada i planta rectangular, construït cap al 1940 als afores del poble.[3]
- Comunitat de Pescadors: es tracta d'un edifici amb tipologia de barraca, construït en la dècada de 1920.[3]

## Història

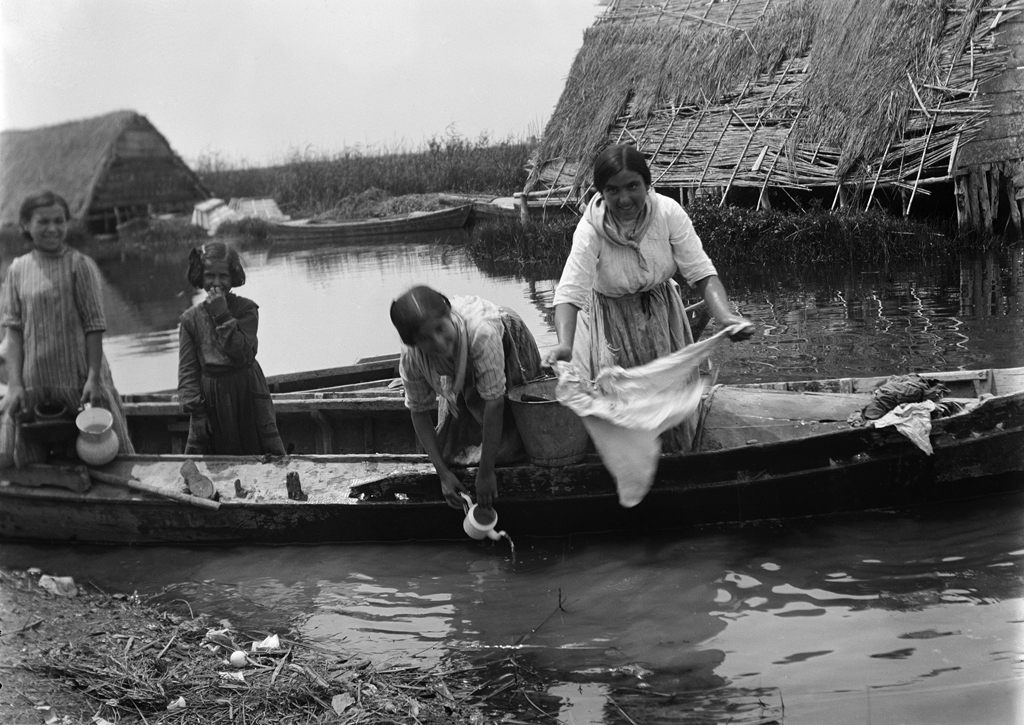
Dones del Palmar c. 1915

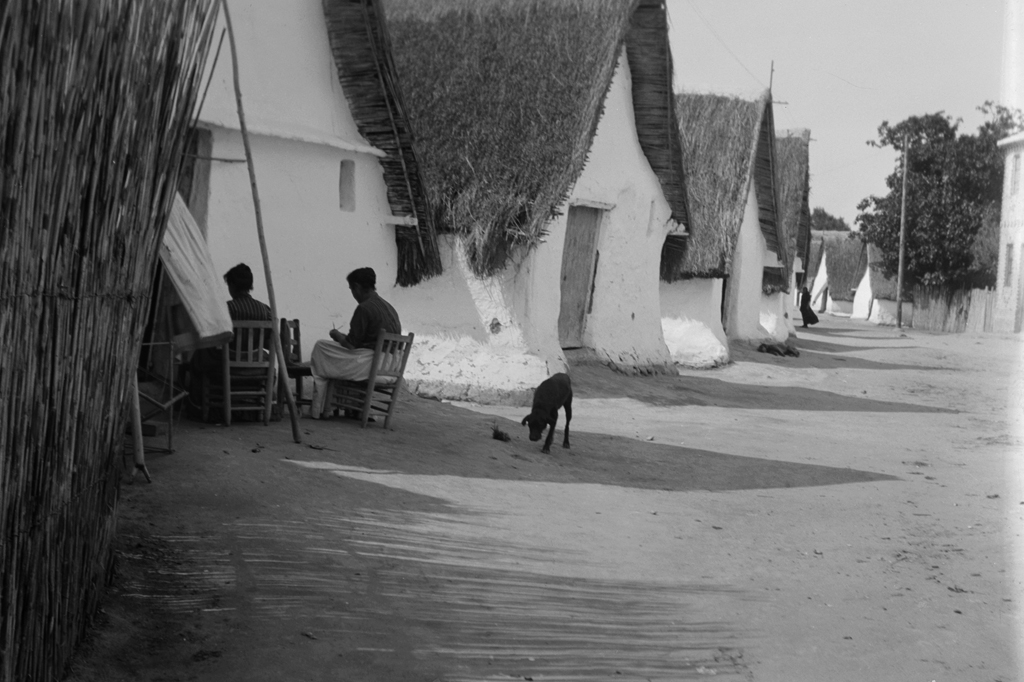
Un carrer del Palmar c. 1915

En època islàmica, segurament hagué d'existir una alqueria andalusina a l'illa, ja que en el Llibre del Repartiment de Jaume I es fa la donació d'una alqueria de l'Alcúdia, situada a la mateixa illa del Palmar. El 15 de febrer de 1248, en abandonar el lloc els musulmans que hi habitaven, s'ordenà «aturar fins a 100 moros amb les seues dones i fills en aquella alqueria, perquè eren necessaris per al govern de trenta barques [...]». Encara que les disposicions fetes per Jaume I foren molt favorables per a la pesca a l'Albufera, sembla que durant diversos segles la població no fou permanent, i que la majoria de les barraques foren d'habitants d'altres pobles i viles, com València, Russafa, Catarroja o Silla, que les construïen per guardar els estris de pesca i guarir-se en cas de necessitat.
No va ser fins a la segona meitat del segle xviii quan els pescadors i les seues famílies començaren a establir-se a l'illa; es creu que l'ermita ja existia el 1778. Hi ha diverses versions sobre la procedència d'aquesta gent, per bé que quasi totes determinen que el seu origen seria de les poblacions de Catarroja, Torrent i, més probablement, de Russafa, lloc d'on sembla que en un principi les dones es quedaren mentre els homes anaven i venien del Palmar. Així es recorda en una antiga cançó russafina:
| « | La vida del pescador també te la sé cantar: el dissabte cap a casa i el dilluns cap al Palmar. | » |

D'acord amb el cens més antic que es conserva, de 1854, tenia 65 barraques i una ermita (que depenia de l'església de Pinedo); tenia 289 habitants i pertanyia al municipi de Russafa. L'any 1877 el Palmar, junt amb el municipi de Russafa, va passar a integrar-se en el municipi de València. En la dècada de 1930, el tipus d'habitatge més habitual era ja el de casa unifamiliar de planta baixa i un pis, tipologia que havia anat substituint la de la barraca tradicional, especialment des de l'incendi de 1855, que havia destruït la meitat del poble. També en els anys 30 es construïren tres ponts sobre les séquies del Palmar, deixant així de ser una illa per a unir-se amb terra per la carretera Natzaret-Oliva (actual CV-500).

## Demografia
Activitats econòmiques (2024)
| Gràfica d'evolució de El Palmar entre 1910 i 2021 |
|                                                   |

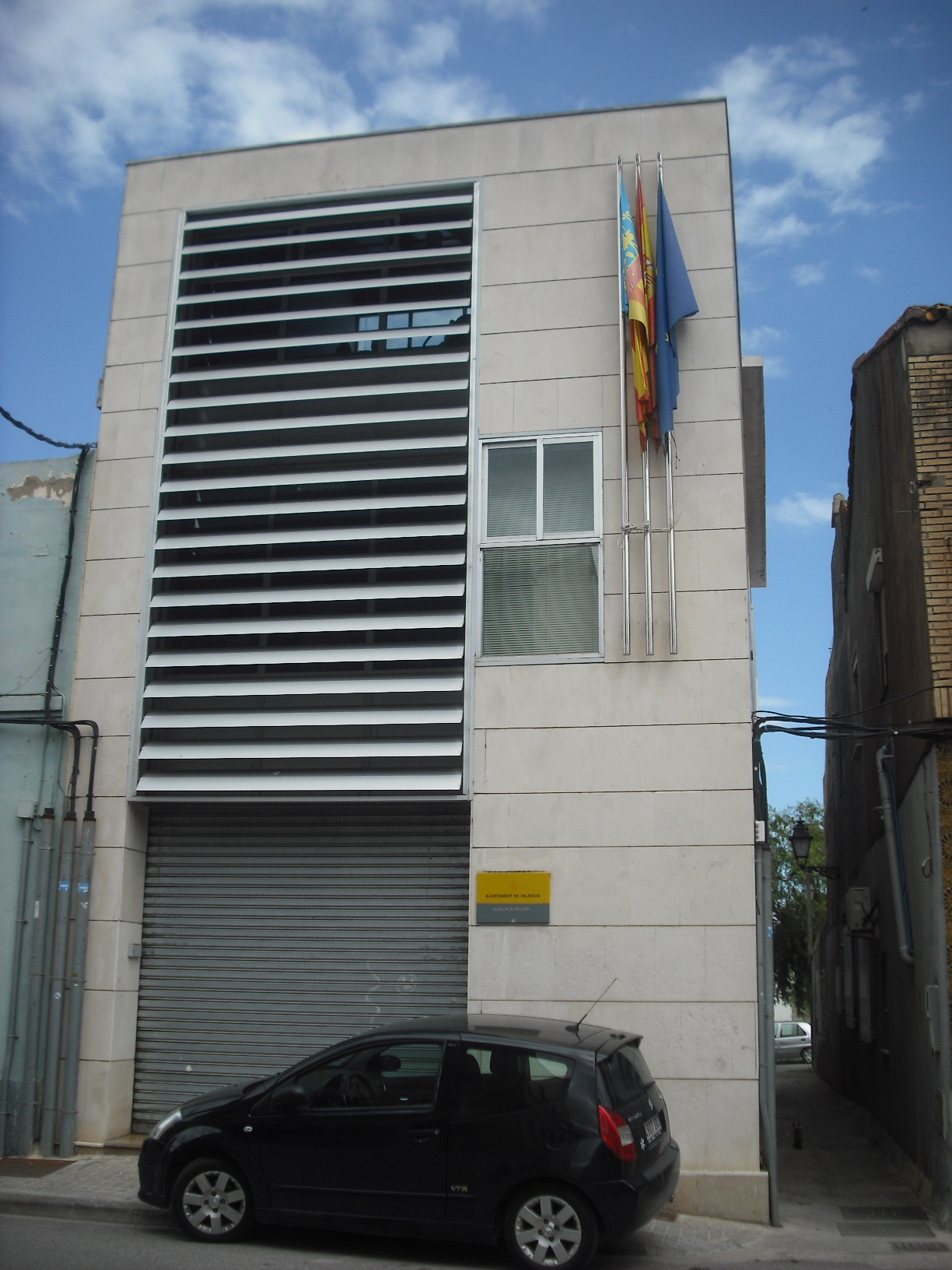
Alcaldia pedània del Palmar

El Palmar té una seu de la Universitat Popular, la qual realitza activitats d'animació sociocultural, educació per a persones adultes i educació no reglada. També hi ha una Societat Instructivomusical, i un centre d'activitats per a persones majors, on es realitzen activitats socioculturals i recreatives, de convivència, manteniment físic, tallers i cursos diversos. Existeix a més una instal·lació esportiva elemental, que inclou un camp de preesport, una cistella de bàsquet, un camp de futbol 3 x 3, una pista de petanca i instal·lacions per a tennis de taula i escacs. El Palmar té un consultori mèdic auxiliar.
Tradicionalment, l'economia del Palmar ha estat lligada a la pesca i al cultiu de l'arròs, però a partir de la dècada de 1960 va començar a canviar cap a la indústria, l'hostaleria i el comerç, sectors que actualment ocupen la majoria de la població.
El Palmar depén, administrativament, de l'ajuntament de València, i és un barri dins del districte de Poblats del Sud. Però, donada la seua condició de poblament rural, té un alcalde de barri, encarregat de vetlar pel bon funcionament del lloc i de les relacions cíviques, signar informes administratius i portar a l'ajuntament de la ciutat les propostes, els suggeriments, les denúncies i les reclamacions dels veïns.

## Transport

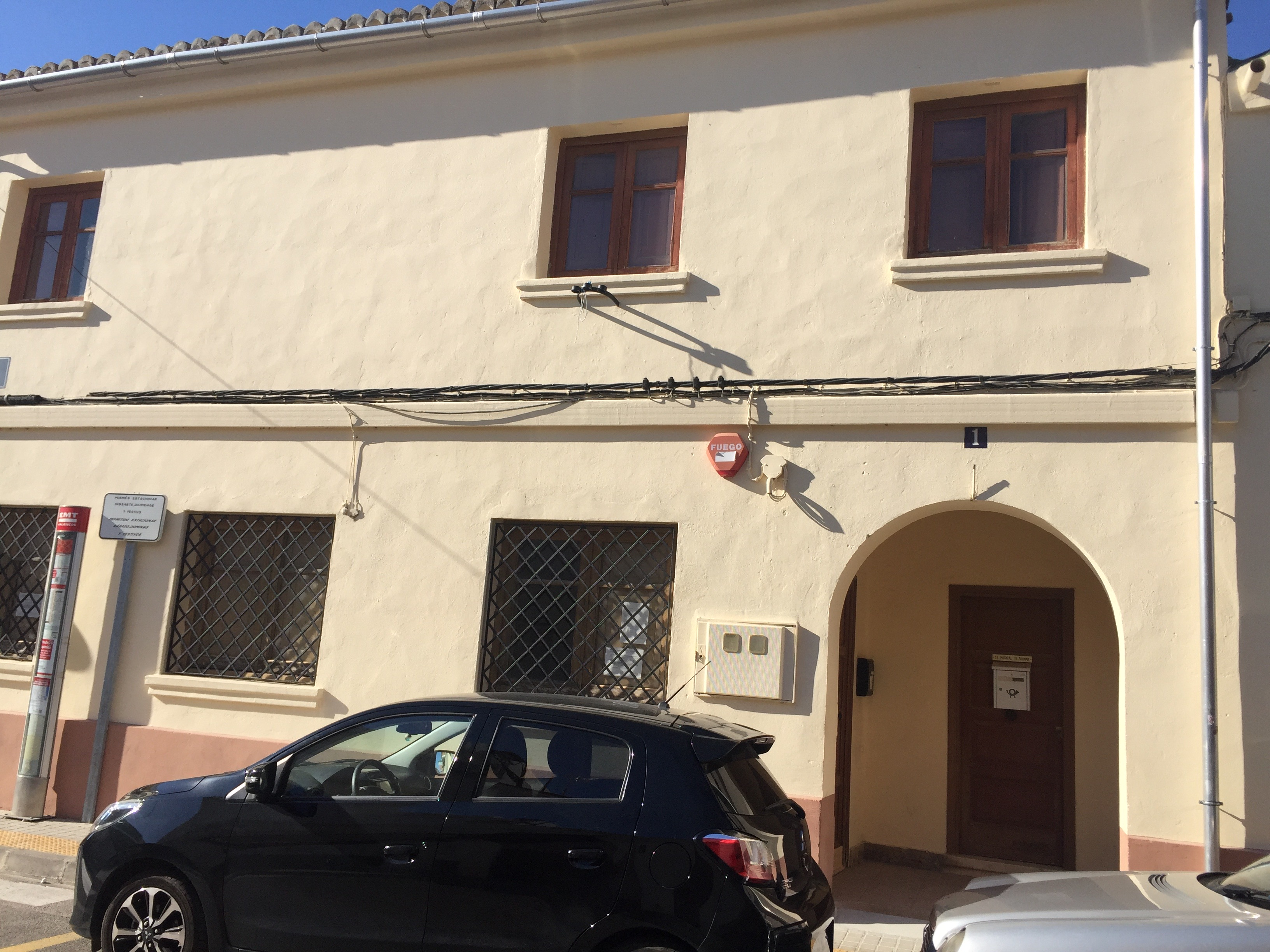
Parada de l'EMT a la SIM del Palmar

- Autobusos Metropolitans de València (Metrobus)[13]
  - 191
- Empresa Municipal de Transports de València (EMT)[14]
  - 24
- Xarxa de Carreteres de la Generalitat Valenciana[15]
  - CV-500
- Valenbisi
  - Sense aparcaments.[16]